# Tustica
Tustica (masnica, lat. Pinguicula), rod od oko sto vrsta (117) karnivornih trajnica iz porodice Lentibulariaceae. Hrvatsko ime porodice tusticovke dolazi po ovom rodu, Pinguicula
Rod je raširen po Europi, Aziji i Sjevernoj i Južnoj Americi. U Hrvatskoj raste nekoliko vrtsta tustica, to su planinska ili alpska tustica (P. alpina), balkanska tustica (P. balcanica) i tustica kukcolovka ili ljubičasta tustica (Pinguicula vulgaris)

## Opis
Ova biljke se nalaze diljem sjeverne hemisfere od Sibira do Sjeverne Amerike, a također rastu prema jugu u Srednjoj i Južnoj Americi. Meksiko je dom najveće raznolikosti, gdje su u posljednjih dvadeset godina otkriveni deseci novih vrsta.
Tustice su male zeljaste biljke koje stvaraju rozete obično ravnih listova, često s okrenutim rubovima. Površina lista prekrivena je sitnim, ljepljivim dlačicama koje hvataju mali plijen poput komaraca, vinskih mušica i skokuna. Sesilne žlijezde izlučuju tekućinu enzima i kiselina koje brzo svladavaju i rastvaraju plijen. Tu mineralima bogatu juhu zatim apsorbira biljka. Vrste iz hladnih zimskih klima hiberniraju kao mali pupoljci. Vrste iz Meksika pretvaraju se u sukulentne biljke koje nisu mesožderke tijekom suptropske zimske sušne sezone.
Tustice su najpoznatije po svojim lijepim, često dugotrajnim cvjetovima, koje u divljini oprašuju kolibrići.

## Vrste
1. Pinguicula acuminata Benth.
2. Pinguicula agnata Casper
3. Pinguicula albida Wright ex Griseb.
4. Pinguicula alpina L.
5. Pinguicula antarctica Vahl
6. Pinguicula apuana Casper & Ansaldi
7. Pinguicula australandina Gluch
8. Pinguicula baezensis Casper
9. Pinguicula balcanica Casper
10. Pinguicula benedicta Barnh
11. Pinguicula bissei Casper
12. Pinguicula bustamanta Zamudio & Nevárez
13. Pinguicula caerulea Walter
14. Pinguicula calderoniae Zamudio
15. Pinguicula calyptrata Kunth
16. Pinguicula caryophyllacea Casper
17. Pinguicula casabitoana Jiménez
18. Pinguicula casperi H. D. Juarez & Zamudio
19. Pinguicula casperiana M. B. Crespo, Mart.-Azorín & M.
20. Pinguicula caudata Schltdl.
21. Pinguicula caussensis (Casper) Roccia
22. Pinguicula chilensis Clos
23. Pinguicula christinae Peruzzi & Gestri
24. Pinguicula clivorum Standl. & Steyerm.
25. Pinguicula colimensis Mc Vaugh & Mickel
26. Pinguicula conzattii Zamudio & van Marm
27. Pinguicula corsica Bernard & Gren.
28. Pinguicula crassifolia Zamudio
29. Pinguicula crenatiloba DC.
30. Pinguicula crystallina Sm.
31. Pinguicula cubensis Urquiola & Casper
32. Pinguicula cyclosecta Casper
33. Pinguicula debbertiana Speta & F. Fuchs
34. Pinguicula dertosensis (Cañig.) Mateo & M. B. Crespo
35. Pinguicula ehlersiae Speta & F. Fuchs
36. Pinguicula elizabethiae Zamudio
37. Pinguicula elongata Benj.
38. Pinguicula emarginata Zamudio & Rzed.
39. Pinguicula esseriana B. Kirchn.
40. Pinguicula filifolia Wright ex Griseb.
41. Pinguicula fiorii Tammaro & Pace
42. Pinguicula fontiqueriana Romo, Peris & Stübing
43. Pinguicula gigantea Luhrs
44. Pinguicula gracilis Zamudio
45. Pinguicula grandiflora Lam.
46. Pinguicula greenwoodii Cheek
47. Pinguicula gypsicola Brandegee
48. Pinguicula habilii Yildirim, Senol & Pirhan
49. Pinguicula hemiepiphytica Zamudio & Rzed.
50. Pinguicula heterophylla Benth.
51. Pinguicula hondurensis Zamudio & H. Vega
52. Pinguicula ibarrae Zamudio
53. Pinguicula imitatrix Casper
54. Pinguicula immaculata Zamudio & Lux
55. Pinguicula infundibuliformis Casper
56. Pinguicula involuta Ruiz & Pav.
57. Pinguicula ionantha R. K. Godfrey
58. Pinguicula jackii Barnhart
59. Pinguicula jaraguana Casper
60. Pinguicula jarmilae Halda & Malina
61. Pinguicula kondoi Casper
62. Pinguicula lattanziae Peruzzi & Gestri
63. Pinguicula laueana Speta & F. Fuchs
64. Pinguicula laxifolia Luhrs
65. Pinguicula leptoceras Rchb.
66. Pinguicula lignicola Barnhart
67. Pinguicula lilacina Cham. & Schltdl.
68. Pinguicula lippoldii Casper
69. Pinguicula lithophytica Panfet & P. Temple
70. Pinguicula longifolia DC.
71. Pinguicula lusitanica L.
72. Pinguicula lutea Walter
73. Pinguicula macroceras Pall. ex Link
74. Pinguicula macrophylla Kunth
75. Pinguicula mariae Casper & R. Stimper ex Casper
76. Pinguicula martinezii Zamudio
77. Pinguicula mesophytica Zamudio
78. Pinguicula michoacana Zamudio & H. D. Juarez
79. Pinguicula mirandae Zamudio & Salinas
80. Pinguicula moaensis Casper
81. Pinguicula moctezumae Zamudio & R. Z. Ortega
82. Pinguicula moranensis Kunth
83. Pinguicula mundi Blanca, Jamilena, Ruíz Rejón & R. Zamora
84. Pinguicula nahuelbutensis Gluch
85. Pinguicula nevadensis (H. Lindb.) Casper
86. Pinguicula nivalis Luhrs & Lampard
87. Pinguicula oblongiloba A. DC.
88. Pinguicula olmeca Zamudio, Burelo & Gonz.-Aguilar
89. Pinguicula orchidioides A. DC.
90. Pinguicula orthoceras Casper
91. Pinguicula parvifolia Rob.
92. Pinguicula pilosa Luhrs, Studnicka & Gluch
93. Pinguicula planifolia Chapm.
94. Pinguicula poldinii J. F. Steiger & Casper
95. Pinguicula primuliflora C. E. Wood & Godfrey
96. Pinguicula pumila Michx.
97. Pinguicula pygmaea Rivadavia, E. L. Read & A. Fleischm.
98. Pinguicula ramosa Miyoshi ex Yatabe
99. Pinguicula robertiana Zamudio & J. Hernandez Rendon
100. Pinguicula rosmariae Casper, Bussmann & T. Henning
101. Pinguicula rotundiflora Studnicka
102. Pinguicula rzedowskiana Zamudio & H. D. Juarez
103. Pinguicula saetabensis M. B. Crespo, Mart.-Azorín & M. Á. Alonso
104. Pinguicula sehuensis Bacch., Cannas & Peruzzi
105. Pinguicula sharpii Casper & K. Kondo
106. Pinguicula simulans Zamudio, M. M. Salinas, Hern. Rend. & Quirino
107. Pinguicula takakii Zamudio & Rzed.
108. Pinguicula tejedensis M. B. Crespo, Mart.-Azorín & M.
109. Pinguicula toldensis Casper
110. Pinguicula utricularioides Zamudio & Rzed.
111. Pinguicula vallis-regiae F. Conti & Peruzzi
112. Pinguicula vallisneriifolia Webb
113. Pinguicula variegata Turcz.
114. Pinguicula villosa L.
115. Pinguicula vulgaris L.
116. Pinguicula zamudioana H. D. Juárez & Muñiz-Castro
117. Pinguicula zecheri Speta & F. Fuchs